# Le Monestier-du-Percy
Le Monestier-du-Percy – miejscowość i gmina we Francji, w regionie Owernia-Rodan-Alpy, w departamencie Isère.
Według danych na rok 1990 gminę zamieszkiwało 166 osób, a gęstość zaludnienia wynosiła 11 osób/km² (wśród 2880 gmin regionu Rodan-Alpy Le Monestier-du-Percy plasuje się na 1457. miejscu pod względem liczby ludności, natomiast pod względem powierzchni na miejscu 766.).